# Aragoa perez-arbelaeziana
Aragoa perez-arbelaeziana là một loài thực vật có hoa trong họ Mã đề. Loài này được Romero mô tả khoa học đầu tiên năm 1972.